# Cache-pot

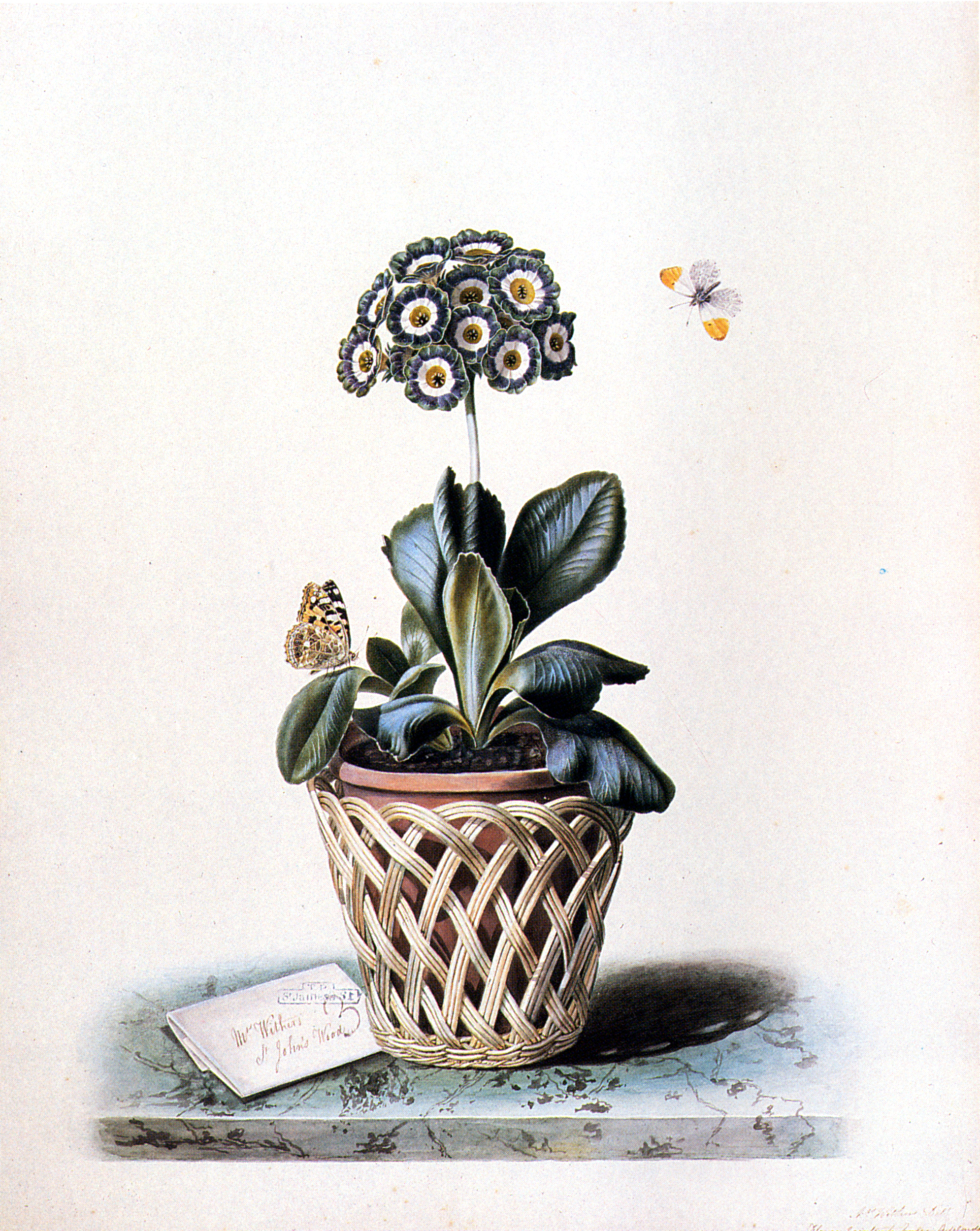
Ażurowe cache-pot z wikliny

Cache-pot (czyt. kaszpo, z franc. cacher + pot → ukrywać + garnek) – rodzaj ceramicznego naczynia lub koszyka używanego do ozdabiania doniczki z kwiatami.
Spopularyzowane najwcześniej we Francji, w XVII w. produkowane w manufakturach w Vincennes i Sevres; w powszechnym użyciu do czasów współczesnych. Czasami bywają bogato zdobione, stanowiąc przedmiot sztuki użytkowej i kolekcjonerski eksponat.

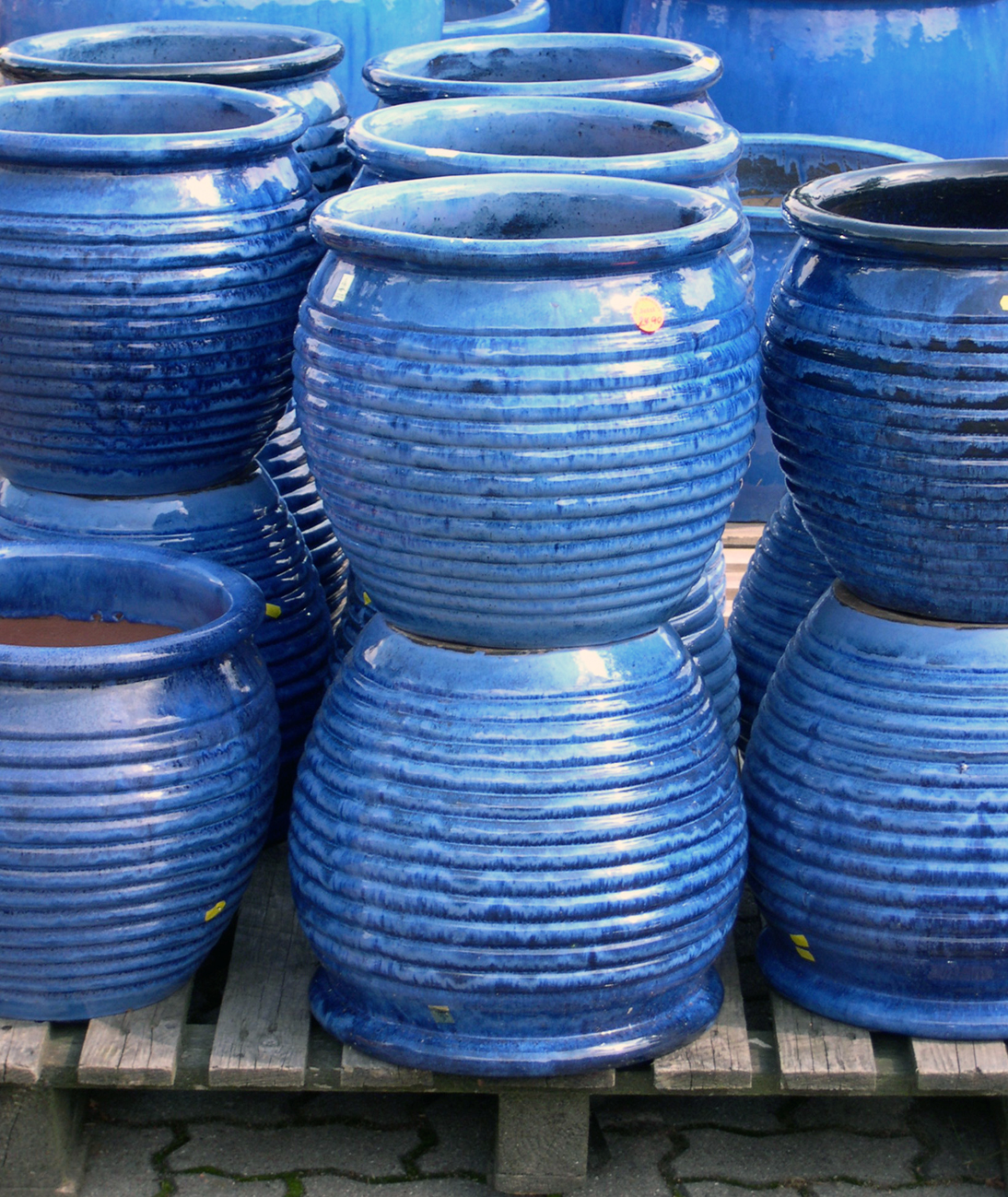
Ceramiczne cache-pot